# Leo Bertos
Leo Bertos (20 de diciembre de 1981 en Wellington) es un exfutbolista neozelandés, poseedor también de la nacionalidad griega, que jugaba como mediocampista.
Desempeñó gran parte de su carrera en clubes de la segunda, cuarta y quinta división inglesa; mientras que entre 2006 y 2014 jugó en el A-League australiana, primero para el Perth Glory y luego con el Wellington Phoenix. En representación de los All Whites disputó 56 partidos y ganó la Copa de las Naciones de la OFC 2008, así como disputó la Copa FIFA Confederaciones 2009 y la Copa Mundial 2010.

## Carrera
Debutó en 1997 jugando para el Wellington Olympic. En 2000 viajó a Inglaterra para incorporarse al Barnsley, aunque firmaría su contrato profesional con dicho club en 2001. Al no ser tenido en cuenta, Bertos fue transferido al Rochdale AFC donde gozó de continuidad, aunque dejaría el club en 2005. Desde entonces tuvo varios pasos clubes ingleses sin conseguir un club en donde fuera tenido en cuenta para ser titular, por lo que a finales de 2006 firmó con el Perth Glory, uno de los participantes de la A-League australiana. En 2008 el Wellington Phoenix se interesó en él y lo fichó. Luego de seis años en el club, lo dejó en 2014.
Luego de un tiempo jugando al futsal en el equipo de la Federación de Fútbol Capital de la ASB Futsal League, firmó con el East Bengal, participante de la I-League de la India. Luego de ganar la liga regional de Calcuta fue cedido a préstamo al NorthEast United, dirigido por su compatriota Ricki Herbert. En 2015 firmó con el Hamilton Olympic australiano, donde se retiraría en 2017.

### Clubes
| Club                          | País          | Año         |
| ----------------------------- | ------------- | ----------- |
| Wellington Olympic            | Nueva Zelanda | 1997 - 2000 |
| Barnsley Football Club        | Inglaterra    | 2000 - 2003 |
| Rochdale AFC                  | Inglaterra    | 2003 - 2005 |
| Chester City Football Club    | Inglaterra    | 2005        |
| York City Football Club       | Inglaterra    | 2005 - 2006 |
| Scarborough Football Club     | Inglaterra    | 2006        |
| Worksop Town Football Club    | Inglaterra    | 2006        |
| Perth Glory Football Club     | Australia     | 2006 - 2008 |
| Wellington Phoenix            | Nueva Zelanda | 2008 - 2014 |
| East Bengal                   | India         | 2014 - 2015 |
| NorthEast United (a préstamo) | India         | 2014        |
| Hamilton Olympic              | Australia     | 2015 - 2017 |

### Selección nacional

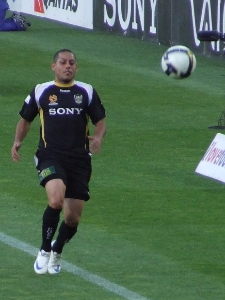
Bertos durante su paso por el Wellington Phoenix.

Jugó su primer partido en representación de Nueva Zelanda en 2003 por la Copa Desafío AFC/OFC que los All Whites perderían ante Irán por 3-0. Fue convocado para la Copa de las Naciones de la OFC 2004 disputada en Australia, en donde la selección neozelandesa finalizó en tercer lugar, quedándose afuera de la final. Aunque en 2008 la suerte de Nueva Zelanda fue otra y Bertos conquistó su primer y único título internacional. Gracias a este título, Nueva Zelanda jugó la Copa FIFA Confederaciones 2009, en la cual el mediocampista jugó los tres encuentros que disputó su seleccionado.
Fue convocado para la Copa Mundial de 2010 y fue titular en los tres partidos de la fase de grupos, ante Eslovaquia, Italia y Paraguay. Lo principal de esta campaña fue que Nueva Zelanda terminó como única selección invicta de la competición. También disputó la Copa de las Naciones de la OFC 2012, jugada en las Islas Salomón, donde los Kiwis perdieron en la semifinal ante Nueva Caledonia.
En 2014 tuvo su debut con la selección de futsal ante Australia por la ASB Trans-Tasman Cup, que constó de una serie de tres enfrentamientos. Bertos logró anotar en el segundo su primer gol con los Futsal Whites.

#### Partidos y goles internacionales
| Partidos y goles internacionales | Partidos y goles internacionales | Partidos y goles internacionales        | Partidos y goles internacionales | Partidos y goles internacionales | Partidos y goles internacionales           | Partidos y goles internacionales |
| #                                | Fecha                            | Estadio                                 | Rival                            | Resultado                        | Competición                                | Gol(es)                          |
| -------------------------------- | -------------------------------- | --------------------------------------- | -------------------------------- | -------------------------------- | ------------------------------------------ | -------------------------------- |
| 2003                             |                                  |                                         |                                  |                                  |                                            |                                  |
| 1                                | 12 de octubre                    | Estadio Azadi, Teherán                  | Irán                             | 0 – 3                            | Copa Desafío AFC/OFC 2003                  |                                  |
| 2004                             |                                  |                                         |                                  |                                  |                                            |                                  |
| 2                                | 29 de mayo                       | Hindmarsh Stadium, Adelaida             | Australia                        | 0 – 1                            | Copa de las Naciones de la OFC 2004        |                                  |
| 3                                | 31 de mayo                       | Complejo Deportivo Marden, Adelaida     | Islas Salomón                    | 3 – 0                            | Copa de las Naciones de la OFC 2004        |                                  |
| 4                                | 2 de junio                       | Hindmarsh Stadium, Adelaida             | Vanuatu                          | 2 – 4                            | Copa de las Naciones de la OFC 2004        |                                  |
| 5                                | 4 de junio                       | Complejo Deportivo Marden, Adelaida     | Tahití                           | 10 – 0                           | Copa de las Naciones de la OFC 2004        |                                  |
| 6                                | 2 de junio                       | Hindmarsh Stadium, Adelaida             | Fiyi                             | 2 – 0                            | Copa de las Naciones de la OFC 2004        |                                  |
| 2005                             |                                  |                                         |                                  |                                  |                                            |                                  |
| 7                                | 9 de junio                       | Craven Cottage, Londres                 | Australia                        | 0 – 1                            | Amistoso                                   |                                  |
| 2006                             |                                  |                                         |                                  |                                  |                                            |                                  |
| 8                                | 19 de febrero                    | Queen Elizabeth II Park, Christchurch   | Malasia                          | 1 – 0                            | Amistoso                                   |                                  |
| 9                                | 23 de febrero                    | Estadio North Harbour, Auckland         | Malasia                          | 2 – 1                            | Amistoso                                   |                                  |
| 10                               | 25 de abril                      | Estadio El Teniente, Rancagua           | Chile                            | 1 – 4                            | Amistoso                                   |                                  |
| 11                               | 27 de abril                      | Estadio Nacional de Chile, Santiago     | Chile                            | 0 – 1                            | Amistoso                                   |                                  |
| 12                               | 24 de mayo                       | Estadio Ferenc Szusza, Budapest         | Hungría                          | 0 – 2                            | Amistoso                                   |                                  |
| 13                               | 27 de mayo                       | Stadion Altenkirchen, Altenkirchen      | Georgia                          | 3 – 1                            | Amistoso                                   |                                  |
| 14                               | 31 de mayo                       | A. Le Coq Arena, Tallin                 | Estonia                          | 1 – 1                            | Amistoso                                   |                                  |
| 15                               | 4 de junio                       | Stade de Genève, Ginebra                | Brasil                           | 0 – 4                            | Amistoso                                   |                                  |
| 2007                             |                                  |                                         |                                  |                                  |                                            |                                  |
| 16                               | 24 de marzo                      | Estadio Ricardo Saprissa Aymá, San José | Costa Rica                       | 0 – 4                            | Amistoso                                   |                                  |
| 17                               | 28 de marzo                      | Estadio José Romero, Maracaibo          | Venezuela                        | 0 – 5                            | Amistoso                                   |                                  |
| 18                               | 26 de mayo                       | Racecourse Ground, Wrexham              | Gales                            | 2 – 2                            | Amistoso                                   |                                  |
| 19                               | 17 de octubre                    | Churchill Park, Lautoka                 | Fiyi                             | 2 – 0                            | Copa de las Naciones de la OFC 2008        |                                  |
| 20                               | 17 de noviembre                  | Korman Stadium, Port Vila               | Vanuatu                          | 2 – 1                            | Copa de las Naciones de la OFC 2008        |                                  |
| 21                               | 21 de noviembre                  | Westpac Stadium, Wellington             | Vanuatu                          | 4 – 1                            | Copa de las Naciones de la OFC 2008        |                                  |
| 2008                             |                                  |                                         |                                  |                                  |                                            |                                  |
| 22                               | 19 de noviembre                  | Churchill Park, Lautoka                 | Fiyi                             | 0 – 2                            | Copa de las Naciones de la OFC 2008        |                                  |
| 2009                             |                                  |                                         |                                  |                                  |                                            |                                  |
| 23                               | 3 de junio                       | National Stadium, Dar es-Salaam         | Tanzania                         | 1 – 2                            | Amistoso                                   |                                  |
| 24                               | 10 de junio                      | Atteridgeville Super Stadium, Pretoria  | Italia                           | 3 – 4                            | Amistoso                                   |                                  |
| 25                               | 14 de junio                      | Royal Bafokeng Stadium, Rustenburg      | España                           | 0 – 5                            | Copa FIFA Confederaciones 2009             |                                  |
| 26                               | 17 de junio                      | Royal Bafokeng Stadium, Rustenburg      | Sudáfrica                        | 0 – 2                            | Copa FIFA Confederaciones 2009             |                                  |
| 27                               | 20 de junio                      | Ellis Park Stadium, Johannesburgo       | Irak                             | 0 – 0                            | Copa FIFA Confederaciones 2009             |                                  |
| 28                               | 9 de septiembre                  | Estadio Rey Abdullah, Amán              | Jordania                         | 3 – 1                            | Amistoso                                   |                                  |
| 29                               | 10 de octubre                    | Estadio Nacional de Baréin, Riffa       | Baréin                           | 0 – 0                            | Clasificación para la Copa Mundial de 2010 |                                  |
| 30                               | 14 de noviembre                  | Westpac Stadium, Wellington             | Baréin                           | 1 – 0                            | Clasificación para la Copa Mundial de 2010 |                                  |
| 2010                             |                                  |                                         |                                  |                                  |                                            |                                  |
| 31                               | 3 de marzo                       | Estadio Rose Bowl, Pasadena             | México                           | 0 – 2                            | Amistoso                                   |                                  |
| 32                               | 24 de mayo                       | Melbourne Cricket Ground, Melbourne     | Australia                        | 1 – 2                            | Amistoso                                   |                                  |
| 33                               | 29 de mayo                       | Hypo-Arena, Klagenfurt                  | Serbia                           | 1 – 0                            | Amistoso                                   |                                  |
| 34                               | 4 de junio                       | Ljudski vrt, Maribor                    | Eslovenia                        | 1 – 3                            | Amistoso                                   |                                  |
| 35                               | 15 de junio                      | Royal Bafokeng Stadium, Rustenburg      | Eslovaquia                       | 1 – 1                            | Copa Mundial de Fútbol de 2010             |                                  |
| 36                               | 20 de junio                      | Mbombela Stadium, Nelspruit             | Italia                           | 1 – 1                            | Copa Mundial de Fútbol de 2010             |                                  |
| 37                               | 24 de junio                      | Estadio Peter Mokaba, Polokwane         | Paraguay                         | 0 – 0                            | Copa Mundial de Fútbol de 2010             |                                  |
| 38                               | 9 de octubre                     | Estadio North Harbour, Auckland         | Honduras                         | 1 – 1                            | Amistoso                                   |                                  |
| 39                               | 12 de octubre                    | Westpac Stadium, Wellington             | Paraguay                         | 0 – 2                            | Amistoso                                   |                                  |
| 2012                             |                                  |                                         |                                  |                                  |                                            |                                  |
| 40                               | 29 de febrero                    | Mount Smart Stadium, Auckland           | Jamaica                          | 2 – 3                            | Amistoso                                   |                                  |
| 41                               | 23 de mayo                       | BBVA Compass Stadium, Houston           | El Salvador                      | 2 – 2                            | Amistoso                                   |                                  |
| 42                               | 26 de mayo                       | Estadio Cotton Bowl, Dallas             | Honduras                         | 1 – 0                            | Amistoso                                   |                                  |
| 43                               | 2 de junio                       | Estadio Lawson Tama, Honiara            | Fiyi                             | 1 – 0                            | Copa de las Naciones de la OFC 2012        |                                  |
| 44                               | 6 de junio                       | Estadio Lawson Tama, Honiara            | Islas Salomón                    | 1 – 1                            | Copa de las Naciones de la OFC 2012        |                                  |
| 45                               | 8 de junio                       | Estadio Lawson Tama, Honiara            | Nueva Caledonia                  | 0 – 2                            | Copa de las Naciones de la OFC 2012        |                                  |
| 46                               | 7 de septiembre                  | Estadio Numa-Daly Magenta, Numea        | Nueva Caledonia                  | 2 – 0                            | Clasificación para la Copa Mundial de 2014 |                                  |
| 47                               | 11 de septiembre                 | Estadio North Harbour, Auckland         | Islas Salomón                    | 6 – 1                            | Clasificación para la Copa Mundial de 2014 |                                  |
| 48                               | 16 de octubre                    | Estadio Pater Te Hono Nui, Papeete      | Tahití                           | 2 – 0                            | Clasificación para la Copa Mundial de 2014 |                                  |
| 49                               | 16 de octubre                    | AMI Stadium, Christchurch               | Tahití                           | 3 – 0                            | Clasificación para la Copa Mundial de 2014 |                                  |
| 50                               | 14 de noviembre                  | Estadio Hongkou, Shanghái               | China                            | 1 – 1                            | Amistoso                                   |                                  |
| 2013                             |                                  |                                         |                                  |                                  |                                            |                                  |
| 51                               | 22 de marzo                      | Forsyth Barr Stadium, Dunedin           | Nueva Caledonia                  | 2 – 1                            | Clasificación para la Copa Mundial de 2014 |                                  |
| 52                               | 26 de marzo                      | Estadio Lawson Tama, Honiara            | Islas Salomón                    | 2 – 0                            | Clasificación para la Copa Mundial de 2014 |                                  |
| 53                               | 5 de septiembre                  | Estadio Rey Fahd, Riad                  | Arabia Saudita                   | 1 – 0                            | OSN Cup 2013                               |                                  |
| 54                               | 9 de septiembre                  | Estadio Rey Fahd, Riad                  | Emiratos Árabes Unidos           | 0 – 2                            | OSN Cup 2013                               |                                  |
| 55                               | 15 de octubre                    | Hasely Crawford, Puerto España          | Trinidad y Tobago                | 0 – 0                            | Amistoso                                   |                                  |
| 56                               | 13 de noviembre                  | Estadio Azteca, México, D. F.           | México                           | 1 – 5                            | Clasificación para la Copa Mundial de 2014 |                                  |

## Palmarés
| Título          | Club               | País          | Año  |
| --------------- | ------------------ | ------------- | ---- |
| OFC Nations Cup | Selección nacional | Nueva Zelanda | 2008 |

### Distinciones individuales
| Distinción                                                  | Año     |
| ----------------------------------------------------------- | ------- |
| Jugador del año de Sony (Wellington Phoenix)                | 2008/09 |
| Espíritu de los Phoenix Lloyd Morrison (Wellington Phoenix) | 2013/14 |